# Rondsporig oorzwammetje
Het rondsporig oorzwammetje (Crepidotus cesatii) is een schimmel behorend tot de familie Crepidotaceae. Het is een saprofytische schimmel met een steelloze hoed. Het wordt vaak aangetroffen op houtachtige en kruidachtige plantenresten van veel verschillende soorten. Het veroorzaakt witrot, op takjes van loofhout in loofbossen, struwelen en parken op voedselrijke klei en is ook bekend van naaldhout. Het verschijnt van de late zomer tot de winter. Het is zeldzaam in kleine verspreide groepen. Het wordt vaak verward met Crepidotus variabilis, en kan worden onderscheidend aan de hand van de sporen.

## Kenmerken

### Uiterlijke kenmerken
Hoed
De hoed heeft een diameter van 0,4 tot 2 cm. De kleur is wit. Het niervormig tevoorschijn en wordt al snel onregelmatig en golvend vormende plekken van overlappende vruchtlichamen. Het oppervlak is zeer fijn donzig tot vloeiend met een min of meer ingerolde rand.
Lamellen
De kleur is witachtig, dan bleekgeelbruin met roze blos, aflopend naar de basis.
Vlees
Het vlees is wit, dun, geurloos en heeft een bittere smaak.
Sporenprint
De sporenprint is roze-bleekgeel, meer roze dan C. variabilis.  

### Microscopische kenmerken
De basidia zijn 4-sporig, zelden 2-sporig, knotsvormig, met een zwak uitgesproken centrale vernauwing, 20-35 × 6-10 µm groot, met een gesp aan de basis. De sporen zijn inamyloïde, geelachtig bruinachtig, van bijna bolvormig tot breed ellipsvormig, dunwandig, minutieus wrattig en meten 6,5–8,5 × 5–7 µm (Q-getal 1 tot 1,3). Cheilocystidia zijn cilindrisch of knotsvormig, vaak vertakt aan de top, kunnen gesepteerd zijn en meten 25–50 × 5–15 µm. Het heeft een monomitisch hyfensysteem. De hyfen hebben gespen, 2,5 tot 6 µm in diameter, zonder pigmenten in de huid van de hoed.

## Verspreiding
In Nederland komt het rondsporig oorzwammetje algemeen voor. Het staat niet op rode lijst en wordt niet bedreigd.